# Pricomia rhodoventra
Pricomia rhodoventra är en fjärilsart som beskrevs av Oswald Beltram Lower 1902. Pricomia rhodoventra ingår i släktet Pricomia och familjen nattflyn. Inga underarter finns listade i Catalogue of Life.